# Salinensee (Leingarten)
Der Salinensee ist ein etwa 12 ha großer Waldsee im Gebiet der Gemeinde Leingarten im baden-württembergischen Landkreis Heilbronn.

## Lage und Beschreibung
Der See liegt naturräumlich im Leinbachgäu genannten Teil des Unterraums Lein-Elsenz-Hügelland des Kraichgaus auf der Teilgemarkung Großgartach von Leingarten. Er ist etwa 2,2 km nordnordwestlich von der Ortsmitte des näheren Teilortes Schluchtern entfernt und liegt auf etwas unter 230 m ü. NHN im Taschenwald nahe dem Grenzdreieck der Gemeinde Leingarten im Süden, der Kleinstadt Schwaigern im Westen und der kreisfreien Stadt Heilbronn im Norden.
Der fast kreisrunde See hat eine Fläche von etwa 12 Ar, hat steile Uferböschungen, auf denen inzwischen Waldbäume stehen, in ihm wachsen etwas Tausendblatt und Seerosen. Oberirdischen Abfluss hat er keinen, er liegt jedoch im Einzugsgebiet des Rotbachs, so dass der unterirdische wohl ostwärts zu diesem läuft, allenfalls auch westwärts zum Massenbach oder nach Süden zur Lein, von der beide Nebenflüsse sind.
Der See entstand im Jahre 1964 nach dem Einbruch einer großen Doline, vielleicht infolge des in der Region durch Auslaugung wie auch bergmännisch betriebenen Salzabbaus im Mittleren Muschelkalk; das Salzlager liegt in der Region 100 bis 200 Meter unter dem Bodenniveau. Ein kleinerer Tümpel, der sich etwa 150 Meter im Südosten entlang eines Waldweges erstreckt und in dessen Wasserfläche noch die Stümpfe abgestorbener Bäume stehen, ist wohl genauso durch Einbruch entstanden. Etwa 500 Meter südöstlich steht am Waldrand ein Solepumpwerk.
Ein mit blauem Punkt markierter Wanderweg des Schwäbischen Albvereins von Bad Rappenau im Norden nach Schluchtern im Süden kreuzt nahebei im Taschenwald einen mit rotem Punkt markierten, von Nordwesten kommenden und nach Osten zur Annalinde führenden desselben Vereins.

## Geologie
Das für den Kraichgau landschaftstypische Lösssediment aus dem Quartär bedeckt auch seine Umgebung, darunter liegt – wie der Vergleich mit anderen Höhenlagen der Umgebung nahelegt, die ein Fenster auf die darunterliegenden älteren triassischen Schichten bieten – wahrscheinlich der Gipskeuper (Grabfeld-Formation) des Mittelkeupers.

### LUBW
Amtliche Online-Gewässerkarte mit passendem Ausschnitt und den hier benutzten Layern: Salinensee und Umgebung

Allgemeiner Einstieg ohne Voreinstellungen und Layer: Daten- und Kartendienst der Landesanstalt für Umwelt Baden-Württemberg (LUBW) (Hinweise)
1. ↑  Höhe nach dem Höhenlinienbild auf dem Hintergrundlayer Topographische Karte.
2. ↑  Seefläche nach dem Layer Stehende Gewässer.
3. 1 2  Dimensionen abgemessen auf dem Hintergrundlayer Topographische Karte.
4. 1 2  Name, Natur und Beschreibung teilweise nach dem Layer Geschützte Biotope.

### Andere Belege
1. ↑  Josef Schmithüsen: Geographische Landesaufnahme: Die naturräumlichen Einheiten auf Blatt 161 Karlsruhe. Bundesanstalt für Landeskunde, Bad Godesberg 1952. → Online-Karte (PDF; 5,1 MB)
2. ↑  Geologie nach den Layern zu Geologische Karte 1:50.000 auf: Mapserver des Landesamtes für Geologie, Rohstoffe und Bergbau (LGRB) (Hinweise)